# Josefa Lloret e Iracheta de Ballenillas
Josefa Lloret e Iracheta de Ballenillas (Madrid, 1878 - 1908), fou professora de música, traductora i compositora.
Estudià en el Conservatori de la capital madrilenya i fou professora oficial del Col·legi Los Jardines de Infancia i de l'Ateneu madrileny; publicà diverses composicions musicals, i una obra d'ensenyança, titulada Escuela Moderna de Piano (Madrid, 1901)i traduí l'obra de Marie Jaëll, La música i la psicofisiologia (Madrid, 1901). A més col·laborà en diverses revistes musicals.